# تاج الدولة الألمانية

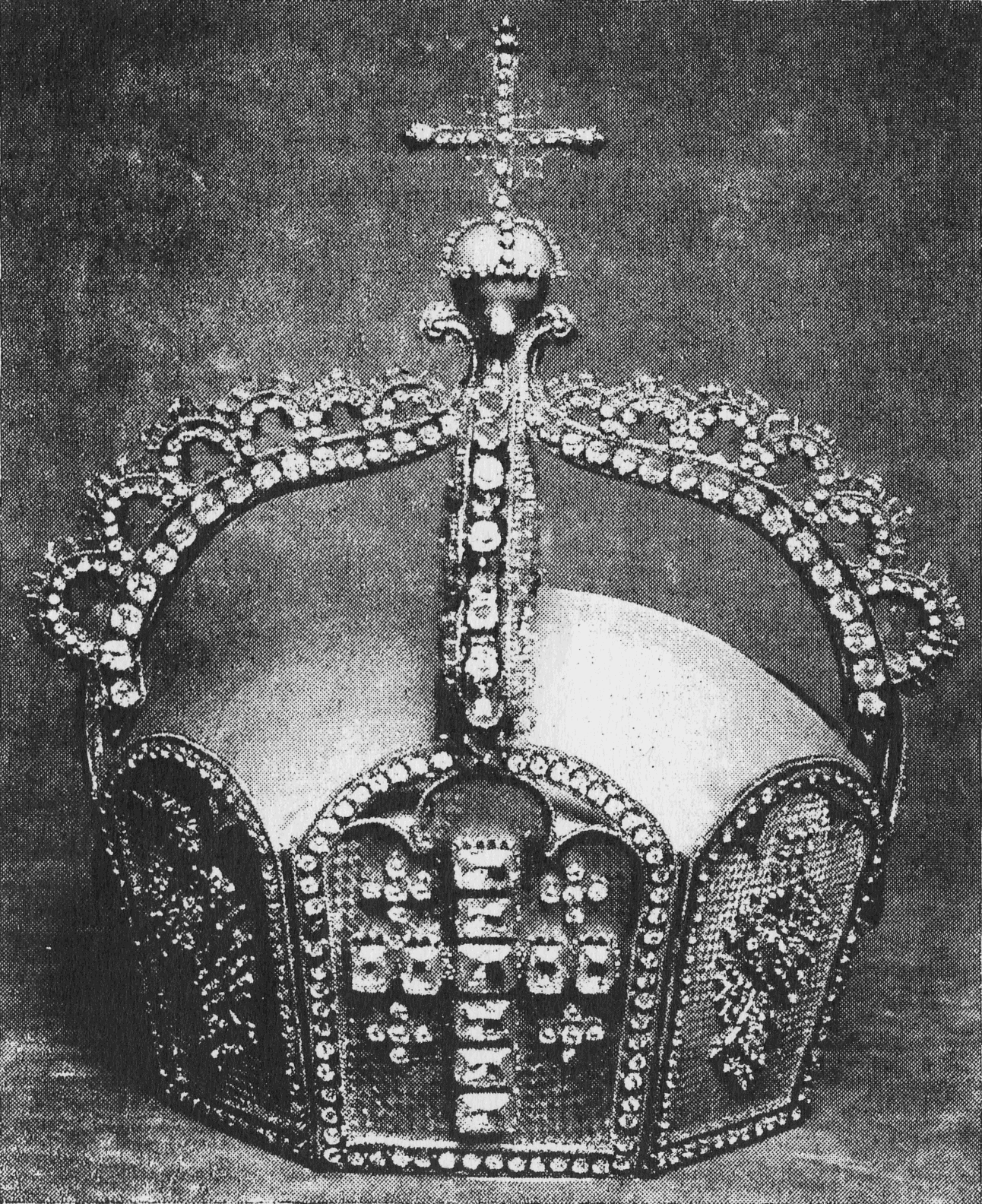
نموذج خشبي للتاج الامبراطوري

التاج الامبراطوري كما تاج الشائنة

في عام 1871 تم تصميم نموذج لتاج دولة جديد لتعكس الإمبراطورية الألمانية الجديدة. اعتمد النموذج على تاج الإمبراطورية الرومانية المقدسة، وتم الاحتفاظ به في متحف هوهينزوليرن في شلوس مونبيجو في برلين، حتى اختفى خلال الحرب العالمية الثانية. لم يعاد ظهوره على الإطلاق. لم يتم صنع التاج النهائي على الإطلاق. ومع ذلك، تم استخدام التصميم كجهاز شائع للقيصر الألماني من عام 1871 حتى تنازل القيصر فيلهلم في عام 1918. كان التاج يستخدم أكثر كرمز للمكانة، في معطف الأسلحة الألماني والمعيار الشخصي للإمبراطور.
يتم استخدام رسم التاج كشعار من قبل المجموعة الملكية الألمانية التي تسمى «التقليد واللبن» («التقليد والحياة»).
كما تم تصميم التيجان للإمبراطورة وولي العهد وصُنعت نماذج خشبية؛ انظر التيجان الإمبراطورية - التيجان الإمبراطورية البروسية الألمانية.